# روي بارنيل
روي بارنيل (بالإنجليزية: Roy Parnell)‏ هو لاعب كرة قدم ومدرب كرة قدم بريطاني في مركز ظهير ‏، ولد في 8 أكتوبر 1943 في بيركنهيد ‏ في المملكة المتحدة. لعب مع نادي إيفرتون ونادي بوري ونادي ترانمير روفرز.